# Paroedura

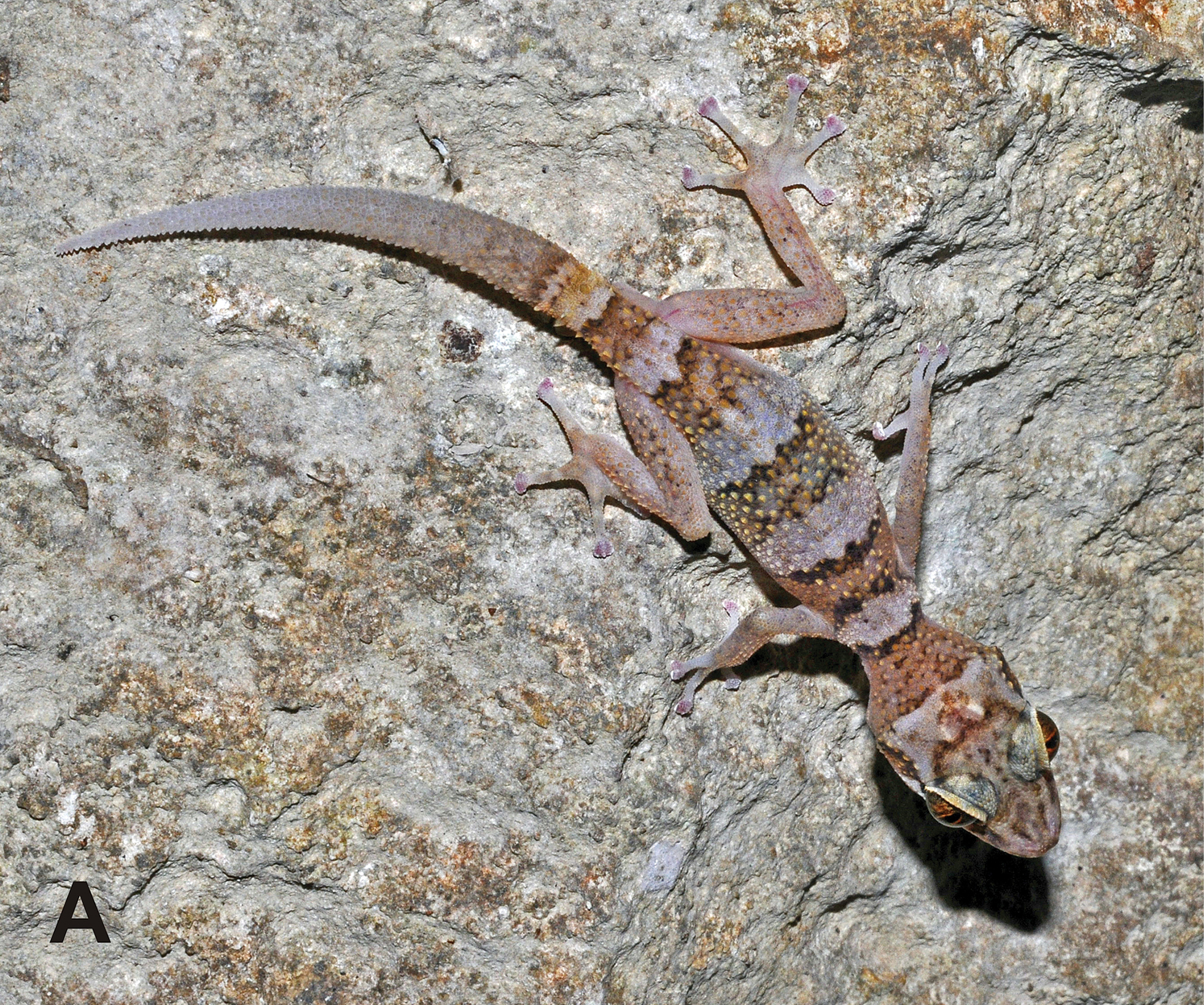
Paroedura karstophila aus Madagaskar

Paroedura ist eine Gattung innerhalb der Familie der Geckos.

## Merkmale
Die 17 derzeit beschriebenen Arten der Gattung unterscheiden sich morphologisch sehr, insbesondere in der Körpergröße. Dixon und Kroll untersuchten 89 Exemplare der Phyllodactylus Arten aus Madagaskar und fanden heraus, dass es sich bei diesen um eine natürliche Gruppe handelte. Diese Arten unterscheiden sich deutlich von allen anderen Phyllodactylus Arten, so dass Dixon und Kroll die Gattung Paroedura als gültig wiederherstellten. Die Arten auf Madagaskar haben alle einen mehr oder weniger helmartig wirkenden Oberkopf, die dorsale Schädelhaut ist bei den meisten Arten zum Schädel ossifiziert. Zwischenkieferbein und Nasalknochen sind bei allen Arten verschmolzen. Das Scheitelbein ist normalerweise bei allen Arten paarig, allerdings fanden sich bei älteren Paroedura androyensis Exemplaren verschmolzene Scheitelbeine. Der hintere Schädel wirkt quadratisch. Von dem hinteren Zwischenkieferbein reichte bei allen Exemplaren ein Fortsatz in die Nasalknochen. Der Atlas ist paarig. Es sind 4 bis 5 Steißwirbel (vorderste Schwanzwirbel, Pygalwirbel) und 26 präsakrale Wirbel vorhanden.

## Lebensweise
Die Tiere sind nachtaktive Boden-, Fels- oder Baumbewohner, die sich hauptsächlich von Insekten ernähren. Tagsüber verstecken sie sich unter Rinde, Holz, Steinen oder Laub.

## Verbreitung
Bis auf die Art Paroedura sanctijohannis, die auf den Komoren zu finden ist, kommen die Vertreter der Gattung Paroedura nur auf Madagaskar und Nosy Bé vor. Sie besiedeln sehr unterschiedliche Lebensräume. Paroedura picta lebt im trockenen Süden Madagaskars, während Paroedura stumpffii im Regenwald von Nosy Bé zu finden ist.

## Arten
- Paroedura androyensis  (Grandidier, 1867)
- Paroedura bastardi   (Mocquard, 1900)
- Paroedura gracilis   (Boulenger, 1896)
- Paroedua homalorhina  (Angel, 1936)
- Paroedura hordiesi  Glaw, Rösler, Ineich, Gehring, Köhler & Vences, 2014
- Paroedura ibityensis   Rösler & Krüger, 1998
- Paroedura karstophila   Nussbaum & Raxworthy, 2000
- Paroedura lohatsara   Glaw, Vences & Schmidt, 2001
- Paroedura maingoka   Nussbaum & Raxworthy, 2000
- Paroedura masobe   Nussbaum & Raxworthy, 1994
- Paroedura oviceps   Boettger, 1881
- Paroedura picta   (Peters, 1854)
- Paroedura sanctijohannis   Günther, 1879
- Paroedura stellata  Hawlitschek & Glaw, 2012
- Paroedura stumpfii   (Boettger, 1879)
- Paroedura tanjaka   Nussbaum & Raxworthy, 2000
- Paroedura vahiny   Nussbaum & Raxworthy, 2000
- Paroedura vazimba   Nussbaum & Raxworthy, 2000

## Forschungsgeschichte
Paroedura wurde 1879 von Albert Günther auf der Basis der auf den Komoren endemischen Art Paroedura sanctijohannis erstellt und später mit der Blattfingergeckos Gattung Phyllodactylus synonymisiert. 1974 erhoben sie James R. Dixon und James C. Kroll wieder zur gültigen die Gattung mit damals neun Arten. Dixon und Kroll führen eine Reihe von Unterscheidungsmerkmalen zu den anderen Blattfingerformen wie die Coossifikation der Haut am Kopf mit dem darunter liegenden Schädel, verschmolzene Nasalknochen und paarige Parietalknochen an. Seit Dixon und Kroll die Gattung als gültig wiederherstellten, wird die Monophylie von Paroedura durch weitere Biologen ausdrücklich oder stillschweigend anerkannt.